# 汪金丁
汪金丁（1909年—？），原名汪林锡，字竹铭，笔名金丁、竹铭等，男，满族，北京人，中国作家、教育家，曾任中国人民大学教授，第六届全国政协委员。